# Канапхан Пуйтракун
Канапхан Пуйтракун (тай. คณพันธ์ ปุ้ยตระกูล; народився 3 вересня 1998 р.) більш відомий як Фьорст (Фьост) (тай. เฟิร์ส) — тайський актор, модель та ведучий. Здобув популярність завдяки своїм ролям у серіалах: «Прокидайтесь, леді», «Чорний список», «Шиперка», «Не я», «Астрофіл», «Затемнення» та «Лише друзі». Також відомий завдяки ролі ведучого в шоу Toe Laew про подорожі.

## Ранні роки та освіта
Фьорст народився і виріс у Бангкоку, Таїланд. Він має старшого та молодшого братів. Батьки дали йому друге ім'я Фьорст, аби він міг досягати багатьох цілей у своєму житті. Здобув середню освіту в школі Сванкулап Вітіалаї. У 2021 році Фьорст закінчив Університет Срінакхарінвірот, здобувши ступінь бакалавра з управління кібербізнесом.

## Кар'єра
У 2016 році Фьорст почав свою акторську кар'єру у віці вісімнадцяти років. Він пройшов прослуховування для фільму «Вбивці» (тай. ฆาตกร), знятого до Дня захисту дітей, й був обраний на головну роль серед 100 претендентів-підлітків. Брав участь у конкурсі «Cool Man Good Man», де посів 4 місце та став учасником фотосесії KAZZ Magazine у листопаді 2017 року. Пізніше, у тому ж році, компанія KA Cosmetics найняла його разом з Poompat Iam-samang для телевізійної реклами яою, яка згодом стала вірусною.
У 2018 році він приєднався до агентства з продюсування і таланту GMMTV і дебютував на телебаченні з другорядною роллю у серіалі «Прокидайтесь, леді». Того ж року він став одним із ведучих популярного телевізійного шоу про подорожі Toe Laew на GMM 25. У 2020 році Фьорст повторно зіграв роль ведучого у другому сезоні цього ж шоу. Відтоді, як приєднався до GMMTV, був постійним гостем тайського вар'єте та ігрового шоу «Шкільні рейнджери», ставши одним із головних ведучих у 2022 році.
У 2019 році Фьорст здобув головну роль у серіалах «Вовк» і «Чорний список». Наступного року став головним героєм серіалу «Шиперка» і повторно з'явився у ролі Рю в продовженні серіалу «Прокидайтесь, леді: Дуже складно». У 2021 році зіграв роль Йока у серіалі «Не я».
У 2022 році Фьорст зіграв головного героя Акка у фільмі «Затемнення», протистоячи своєму справжньому найкращому другові Тханавату Раттанакітпайсану. Серіал отримав нагороду у номінації найкращий BL-серіал на Thailand Digital Awards 2022 та бронзову нагороду за найкращу ЛҐБТК+ програму, створену в Азії, на Content Asia Awards. Того ж року Фьорст також знявся в серіалах «Ф4 Таїланд: хлопчики кращі за квіточки» та «Астрофіл». І зіграв невелику роль у фільмі Netflix «Втрачені лотереї».
У 2023 році Фьорст зіграв роль Алана в серіалі «Курча в місячному сяйві». Шоу отримало нагороду за найкращу ЛҐБТК+ програму, створену в Азії на Content Asia Awards 2023. Він також повторив свою роль Акка в серіалі «Наше небо 2». Фьорст, разом зі своїм партнером по касту Тханаватом Раттанакітпайсаном, випустив сингл ฟังดีดี (Твій світ, мій світ) на лейблі GMMTV Records. Пізніше, у 2023 році, він зіграв Сенда в багатосюжетному серіалі «Лише друзі».

## Персональний образ
Фьорст має власний бренд одягу «Momento». До вересня 2023 він мав понад 2,6 млн читачів в Instagram.

## Фільмографія

### Фільми
| Рік  | Назва            | Роль          | Примітки        | Прим.  |
| ---- | ---------------- | ------------- | --------------- | ------ |
| 2016 | Вбивця: ฆาตกร    | Молодший брат | Головна роль    | [ 32 ] |
| 2022 | Втрачені лотереї | Ґрейт         | Епізодична роль | [ 33 ] |

### Телевізійні серіали
| Рік  | Назва                                  | Роль      | Примітки         | Прим.         |
| ---- | -------------------------------------- | --------- | ---------------- | ------------- |
| 2018 | Прокидайтесь, леді                     | Рю        | Другорядна роль  | [ 15 ]        |
| 2019 | Toe Laew Season 1                      | Грав себе | Головний ведучий | [ 34 ]        |
| 2019 | Вовк                                   | Рьо       | Головна роль     | [ 35 ]        |
| 2019 | Чорний список                          | Джімбе    | Головна роль     | [ 16 ] [ 36 ] |
| 2020 | Шиперка                                | Кім/ Пан  | Головна роль     | [ 37 ]        |
| 2020 | Toe Laew Season 2                      | Грав себе | Головний ведучий | [ 38 ]        |
| 2020 | Прокидайтесь, леді: Дуже складно       | Рю        | Другорядна роль  | [ 39 ]        |
| 2021 | Не я                                   | Йок       | Другорядна роль  | [ 40 ]        |
| 2021 | Ф4 Таїланд: хлопчики кращі за квіточки | Пхупха    | Епізодична роль  | [ 41 ] [ 42 ] |
| 2022 | Затемнення                             | Акк       | Головна роль     | [ 43 ]        |
| 2022 | Астрофіл                               | Пої       | Другорядна роль  | [ 44 ]        |
| 2023 | Курча в місячному сяйві                | Алан      | Другорядна роль  | [ 43 ]        |
| 2023 | Наше небо 2                            | Акк       | Головна роль     | [ 45 ]        |
| 2023 | Лише друзі                             | Сенд      | Головна роль     | [ 46 ]        |